# Mecaphesa gabrielensis
Mecaphesa gabrielensis es una especie de araña cangrejo del género Mecaphesa, familia Thomisidae, orden Araneae.

## Distribución
Esta especie se encuentra en los Estados Unidos.

## Taxonomía
Fue descrita científicamente por Schick en 1965.
Tratamiento taxonómico
La especie aparece registrada y publicada en The crab spiders of California (Araneae, Thomisidae). Bulletin of the American Museum of Natural History 129(1): 1–180.